# Romanina Morales
Romanina Ruth Morales Baltra (Santiago, 14 de febrero de 1968) es una abogada, académica y dirigente chilena, militante del Partido Socialista de Chile (PS). Fue Jefa del Departamento de Convenios Internacionales y Leyes Especiales, y Jefa de División de Canales de Atención del Instituto de Previsión Social. Actualmente se desempeña como Directora Nacional del Servicio Nacional de Capacitación y Empleo, actuando bajo el gobierno de Gabriel Boric.

## Biografía
Hija de Rey Morales y Mireya Baltra, quien fue Ministra del Trabajo y Previsión Social durante en el gobierno de Salvador Allende, vivió en el exilio con su madre en la antigua Checoslovaquia (actual República Checa) durante su infancia desde 1974, posterior al golpe de Estado de Chile. Nueve años después viajan a Cuba con la misma condición de exilio, donde Romanina comenzó a estudiar en la Universidad de La Habana, y titulándose con los años después como abogada en 1993. A su regreso a Chile convalidó su título en la Universidad de Chile con el fin de poder ejercer en este país.

## Actividad pública

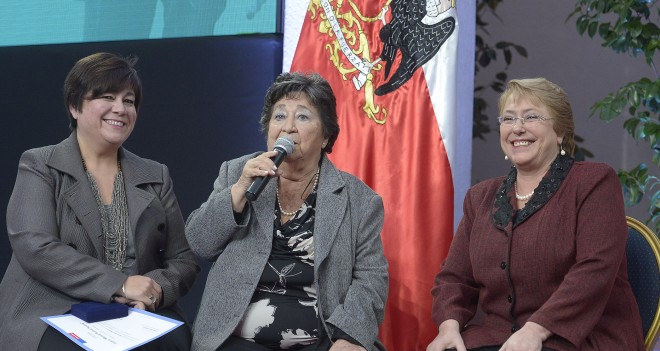
De izquierda a derecha, Romanina acompañando a su madre, la exministra Mireya Baltra, y junto a la ex presidenta de Chile Michelle Bachelet.

### Trayectoria profesional
En el ámbito profesional fue Jefa División de Canales de Atención en el Instituto de Previsión Social (IPS), donde su labor se centró en administrar políticas públicas, implementaciones y gestiones del servicio para 8 millones de ciudadanos con previsiones, donde la acreditación en esta institución dependía del Ministerio del Interior. En 2017 asume como docente de la cátedra Historia del Derecho en la Facultad de Derecho de la Universidad Diego Portales y actualmente se desempeña como Gerenta General en ATOM Capacitaciones, la cual desarrolla servicios en diversas áreas como la minería, computación e informática, administración, políticas públicas y servicios financieros para empresas e instituciones de ámbito público y privado.  

### Actividades políticas
Activa dirigente en la comuna de La Florida, donde en 2012 compitió por un cupo a concejal, fue candidata a la Convención Constitucional por la Lista del Apruebo por el distrito N.°12 en las elecciones de 2021.
Ese mismo año, junto a Paulina Vodanovic, presentó un requerimiento en Contraloría en contra del presidente Sebastián Piñera para abrir una investigación por infracciones a la Ley de Probidad en el caso de la minera Dominga, el cual fue dado a conocer por medios nacionales como internacionales por los Pandora Papers. Se presenta como candidata a diputada, nuevamente por el distrito N.°12, sin resultar electa obtiene el 0,60% de los votos.
En 2022 desembarca en el Servicio Nacional de Capacitación y Empleo como asesora. En octubre de 2022 asume como Subdirectora nacional de dicho servicio, ambos cargos bajo la administración de Gabriel Boric.

## Historial electoral
| Año  | Tipo                          | Territorio  | Pacto                    | Partido | Votos | %    | Resultado |
| ---- | ----------------------------- | ----------- | ------------------------ | ------- | ----- | ---- | --------- |
| 2012 | Municipales                   | La Florida  | Concertación Democrática | PS      | 754   | 0.67 | No electa |
| 2021 | Convencionales constituyentes | Distrito 12 | Lista del Apruebo        | PS      | 4663  | 1.25 | No electa |
| 2021 | Diputados                     | Distrito 12 | Nuevo Pacto Social       | PS      | 2356  | 0.60 | No electa |